# Miho Ninagawa
Miho Ninagawa (Saitama, 6 novembre 1964) è un'attrice giapponese.

## Biografia
Miho Ninagawa esordisce nel 2004 nel piccolo schermo giapponese come comparsa nel film Warushawa no aki. Nel 2006 i registi Norio Tsuruta e Takashi Miike la scelgono per recitare in due episodi della serie TV horror americana Masters of Horror.

## Filmografia

### Attrice
- Soiru (2010) - (serie TV)
- The Harimaya Bridge (2006)
- Masters of Horror (2006-2007) - (serie TV 2 episodi)
- Sakuran (2006)
- M (film 2006) (2006)
- Taiyô no kizu (2006)
- Marebito (2004)
- Warushawa no aki (2003) - (film TV)